# Художнє плетіння
Худо́жнє плеті́ння — це вид декоративно-ужиткового мистецтва, що означає процес виготовлення творів з природних рослинних матеріалів, інколи на ребристій основі. Плетені вироби, відомі з епохи неоліту, відзначаються легкістю і зручністю в користуванні.

## Матеріали
Для плетіння використовують гнучкі легкодоступні матеріали, які мають різноманітні художні та технологічні вдастивості. Основний матеріал — тонкі гнучкі прути лози довжиною 2 м. Лоза повинна бути без бокових паростків, мати невелику серцевину, легко розколюватися. Лозу інколи можна замінити тонкими сосновим або ялиновим корінням, смужками з лубу або лика. Широко застосовують також трав'янисті рослини, які ростуть у воді, на берегах водойм і болотах (рогіз, ситник). Відомий широколистий і вузьколистий рогіз (шувар, бондар). На Закарпатті поширені вироби, плетені з обгорток качанів кукурудзи.

## Техніки
Художня виразність плетених виробів значною мірою залежить від тієї чи іншої техніки виконання. За зовнішнім виглядом плетеної площини розрізняють суцільне, візерунчасте й ажурне плетіння, а також зшивання.

### Суцільне плетіння
Характеризується щільністю й простотою фактури виробу, яку дістаємо шляхом переплетення навхрест вертикальних каркасних прутів з горизонтальними стрічками. Хрестикова техніка — одна з найдавніших і нагадує звичайне ткання. Залежно від способу переплітання прутів між ребрами каркаса розрізняють такі її різновиди: плетіння просте, шарами, рядами, квадратами і мотузкою.

### Візерунчасте плетіння
Відзначається винятковою привабливістю поверхні виробів і дещо подібне на чиновате ткання. Найпростіший орнаментальний прийом — чергування площин — дістаємо внаслідок плетіння через два ребра каркаса — так звана шахівничка. Фактурний контраст тут інколи підсилюється контастом кольору (світла і темна лоза).

### Ажурне плетіння
Характеризується оригінальною структурою й фактурою поверхні. Це відкривання певних проміжків, каркаса або рідке, вишукане плетіння, яким можна досягти великої складності ажуру на зразок мережок, мережива тощо. Ажурні фігури прекрасно поєднуються і контрастують із суцільним, густим плетінням.

### Зшивання
Це техніка декоративного переплетення для з'єднання бокових стінок виробів в об'ємну конструкцію, прилаштування дугоподібних ручок та інших деталей.

## Типологія виробів
Плетені вироби умовно утворюють шість родів: меблі, декоративна пластика, побутові предмети, кошики, предмети одягу та іграшки.